# 시리아 인민평의회
인민평의회(아랍어: مجلس الشعب 마질리스 알샤압[*])는 시리아의 입법부다. 4년마다 총 15개의 중선거구에서 250명의 의원을 선출한다. 현의회는 주요 전선인 민족진보전선으로 유일하게 구성되어있다. 대통령 후보는 의회가 임명하며, 총선거를 통해 7년의 임기가 확정된다.